# Churer Zeitung (1782–1789)
Die Churer Zeitung von 1782 bis 1789 war die erste Zeitung unter diesem Namen. Gemäss publizistikwissenschaftlicher Definition ist sie keine direkte Vorgängerin der gleichnamigen Churer Zeitung. Da damals die Presse in Chur und Graubünden noch zensuriert wurde, berichtete sie neutral über politische Vorgänge.

## Anmerkung
1. ↑  Eine Zeitung ist nur dann die direkte Vorgängerin einer andern Zeitung, wenn die Nachfolgerin unmittelbar anschliessend mit den gleichen publizistischen oder weltanschaulichen Zielen erscheint (Foppa: Die Geschichte der deutschsprachigen Tagespresse des Kantons Graubünden. 2002, S. 8).